# Geodia gibberosa
Espèce
Synonymes
Geodia cariboea Duchassaing & Michelotti, 1864
Geodia flexisclera Pulitzer-Finali, 1986
Geodia (Geodia) gibberosa Lamarck, 1815
Geodia tuberosa Schweigger, 1819
Pyxitis gibberosa (Lamarck, 1815)
Geodia gibberosa est une éponge siliceuse de la famille des Geodiidae.
Elle est consommée par les tortues imbriquées.

## Taxonomie
L'espèce est décrite par Jean-Baptiste de Lamarck en 1815.
Synonymes
- Geodia cariboea Duchassaing & Michelotti, 1864
- Geodia flexisclera Pulitzer-Finali, 1986
- Geodia (Geodia) gibberosa Lamarck, 1815
- Geodia tuberosa Schweigger, 1819
- Pyxitis gibberosa (Lamarck, 1815)